# 鲜卑诚
鲜卑诚，元朝将领，中山人（今河北省定州市）人，鲜卑氏，鲜卑仲吉的孙子，鲜卑准的儿子。
鲜卑诚袭父职，为宣武将軍、高邮上万户府副万户，佩虎符，后改授怀远大将军、佥武卫亲军都指挥使司事。参与领兵攻打东南亚的爪哇、八百媳妇国，出使广东，克勤于役，不久病故。儿子忽笃土袭任。